# Foster Islands
Die Foster Islands sind eine aus zwei Inseln bestehende Inselgruppe an der nordöstlichen Küste von Tasmanien, Australien. Die beiden Inseln sind bei Ebbe durch eine Landbrücke miteinander verbunden und haben zusammen eine Fläche von 48 Hektar. Sie sind Teil der Waterhouse-Island-Gruppe. Die Inseln sind ein Naturschutzgebiet.

## Fauna
Zu den auf den Inseln festgestellten brütenden Meeresvögeln gehören Zwergpinguin, Fregattensturmschwalbe, Dickschnabelmöwe, Ruß-Austernfischer und Brillenpelikan. Die Hühnergans brütet ebenfalls auf der Insel. Es gibt Skinke auf der Insel.